# 蓋爾頓 (科羅拉多州)
蓋爾頓（英語：Galeton）是位於美國科羅拉多州韋爾德縣的一個非建制地區。該地的面積和人口皆未知。

## 地理
蓋爾頓的座標為40°31′16″N 104°35′05″W / 40.52111°N 104.58472°W，而該地的平均海拔高度為1454米（即4770英尺）。